# شیمین
شیمین (انگلیسی: Síminn) شرکت مخابرات ایسلندی است، که در سال ۱۹۰۶ تأسیس شد.